# Assemblons-nous
Assemblons-nous (titre original : Let's get together) est une nouvelle de science-fiction d'Isaac Asimov. Contrairement à l'habitude d'Asimov, elle ne traite pas des trois lois de la robotique.

## Parutions
La nouvelle est publiée pour la première fois en février 1957 dans Infinity Science Fiction. Elle est disponible en France dans recueil le Un défilé de robots et Nous les robots.

## Résumé
La guerre froide entre l'Occident et le bloc soviétique dure depuis un siècle. Mais le statu quo risque de changer.
Elias Lynn, chef du Bureau de la Robotique, et Ralph G. Breckenridge, de la Sécurité, découvrent que l'Union soviétique a créé dix androïdes parfaits et compte s'en servir dans un but stratégique : infiltrés aux États-Unis, ils attendent le moment de se rassembler et d'exploser tous ensemble, leur force combinée équivalant à celle d'une bombe atomique. Ils sont indétectables sauf par des tests très poussés. Les deux hommes se démènent pour trouver une solution au problème ; on finit par retenir l'option d'un grand congrès de savants pour étudier la question et trouver une parade efficace.
Quelques heures avant la réunion, Lynn est soudain pris d'un doute et décide de réduire Breckenridge à l'impuissance. Il ordonne que l'on examine les savants et les ingénieurs un par un avant même qu'ils ne se rencontrent - ceci dans l'éventualité où la réunion serait justement un piège, destiné à décapiter l'élite scientifique de l'Ouest. Dix de ces savants explosent alors au cours de leur voyage. Apprenant cela, Lynn en tire la seule conclusion possible : Breckenridge est lui aussi un androïde et il a prévenu ses homologues par radio ! Lynn réussit cependant à le détruire juste avant qu'il n'explose lui aussi.